# Ignoti
Ignoti è un cognome di lingua italiana.

## Varianti
Ignoto.

## Origine e diffusione
Cognome tipicamente meridionale, è presente prevalentemente in Sicilia.
Potrebbe essere un cognome attribuito ai trovatelli.